# Mount Johnstone
Mount Johnstone ist ein 1230 m hoher Berg in der antarktischen Ross Dependency. Im Königin-Maud-Gebirge ragt er an der Ostflanke des Liv-Gletschers sowie 4 km südwestlich des Mount Blood auf.
Das Advisory Committee on Antarctic Names benannte den Berg 1966 nach C. Raymond Johnstone, Logistiker des United States Antarctic Research Program auf der McMurdo-Station im antarktischen Winter 1965.